# Semilla de albaricoque

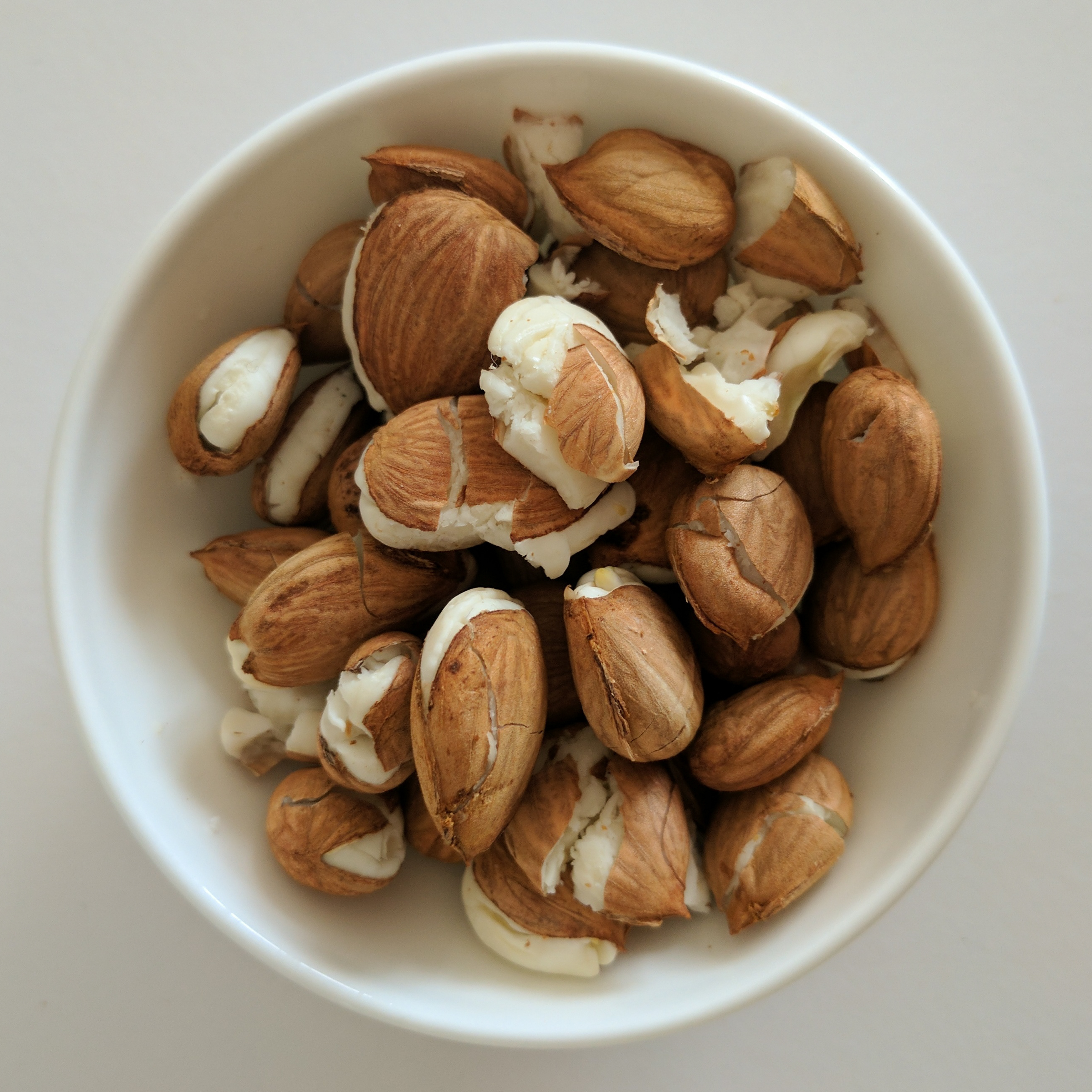
Semillas de albaricoque

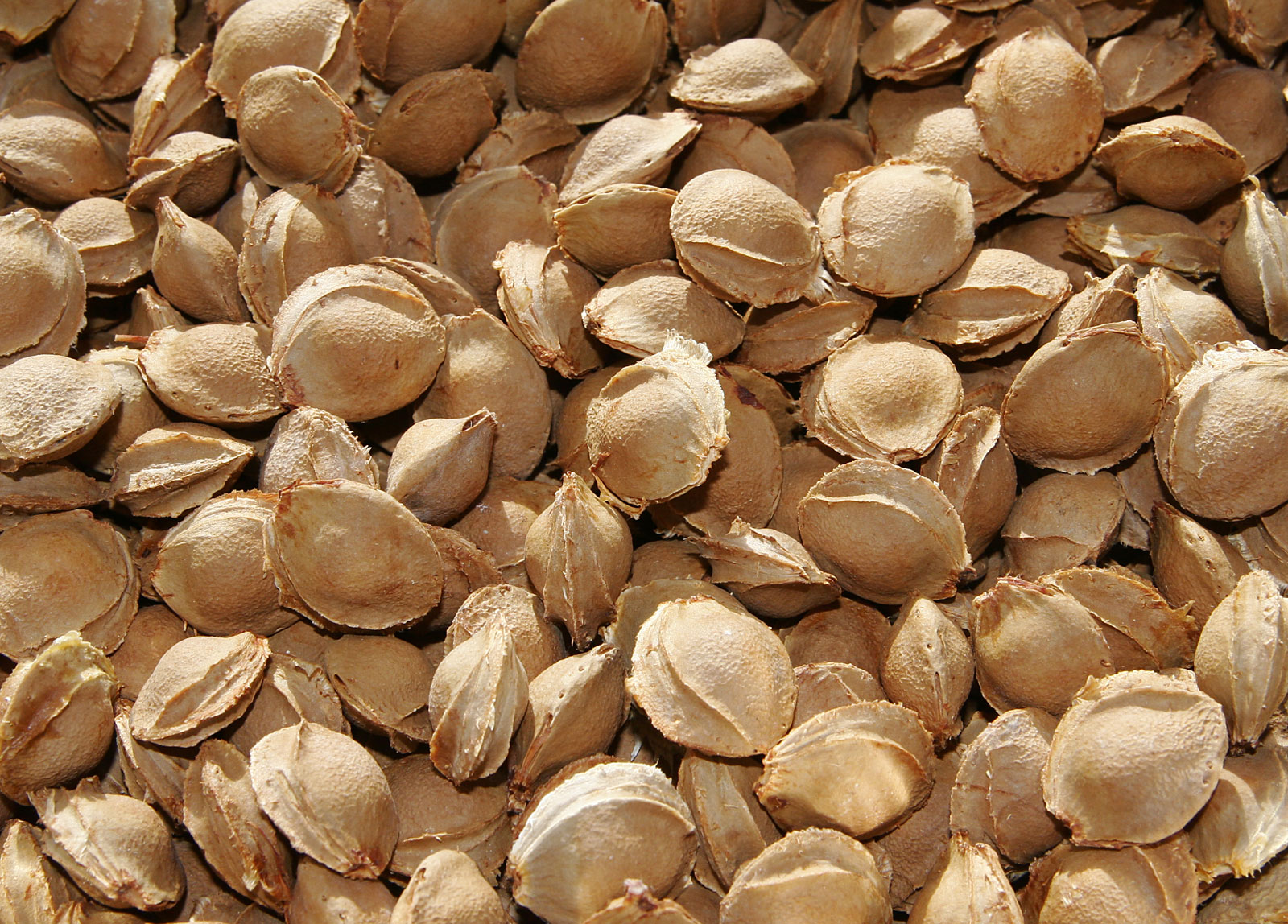
Huesos de albaricoque (las semillas se encuentran en el interior)

Una semilla de albaricoque es la semilla que se encuentra dentro del endocarpio del albaricoque, que forma una cáscara dura alrededor de la semilla conocido como hueso.
Esta semilla contiene amigdalina, un compuesto tóxico, en concentraciones que varían entre cultivares. La amigdalina se ha comercializado como un tratamiento alternativo contra el cáncer junto con el laetrilo, un compuesto sintético relacionado con ella. Sin embargo, se ha demostrado que estos compuestos son ineficaces para tratar el cáncer.

## Uso
La semilla es un subproducto de importancia económica en el procesamiento de frutas, pues el aceite extraído y el turtó resultante son de valor. El aceite de semilla de albaricoque le da su sabor almendrado a algunos tipos de amaretto.

## Toxicidad
Las semillas de albaricoque pueden causar intoxicación por cianuro. Entre los síntomas se incluyen náuseas, fiebre, dolores de cabeza, insomnio, aumento de la sed, letargo, nerviosismo, diversos dolores y molestias en las articulaciones y los músculos, así como disminución de la presión arterial.
En 2016, la Autoridad Europea de Seguridad Alimentaria informó la ingestión de tres semillas pequeñas de albaricoque amargas o la mitad de una grande excedería los niveles seguros de consumo de amigdalina y podría causar intoxicación por cianuro. La Autoridad de Seguridad Alimentaria de Irlanda desaconseja ingerir variedades amargas o dulces de semilla de albaricoque debido al riesgo de intoxicación por cianuro y recomienda que el consumo se limite a una o dos semillas al día para un adulto. Además, desaconsejan consumir almendras amargas por los mismos motivos.
En 1993, el Departamento de Agricultura y Comercio del Estado de Nueva York analizó el contenido de cianuro de dos paquetes con 200 gramos de semillas de albaricoque amargas importadas desde Pakistán que se vendían en tiendas de alimentos naturales como refrigerio. Los resultados mostraron que cada paquete, si se consumía por completo, contenía al menos el doble de la dosis letal mínima de cianuro para un ser humano adulto; el producto fue retirado de las tiendas. Hubo un caso notificado en las publicaciones médicas sobre la toxicidad del cianuro en semillas de albaricoque desde 1979 hasta 1998 en Estados Unidos, una intoxicación no mortal por semillas de albaricoque que se habían comprado.